# Cordia buxifolia
Cordia buxifolia là loài thực vật có hoa trong họ Mồ hôi. Loài này được Juss. ex Poir. mô tả khoa học đầu tiên năm 1806.